# United Kingdom Special Forces
Il United Kingdom Special Forces (UKSF) è un direttorato del Ministro della Difesa britannico che ha anche la capacità per fungere da comando interforze per le operazioni speciali. L'UKSF è comandato dal Director Special Forces (DSF), un maggior generale.

## Formazione
L'UKSF è stato creato nel 1987 per mettere insieme il Special Air Service del British Army e lo Special Boat Squadron dei Royal Marines, designato nello stesso periodo come Special Boat Service, all'interno di un comando unificato, basato sull'ex Director SAS che aveva come titolo aggiuntivo Director Special Forces. Il Direttorato è stato espanso con la creazione del Joint Special Forces Aviation Wing, il Special Reconnaissance Regiment e il Special Forces Support Group.

## Ruoli e attività
Le unità dell'UKSF intraprendono una serie di ruoli, con un certo livello di interazione e interoperabilità:
- Antiterrorismo
- Ricognizione sotto copertura
- Ricognizione speciale
- Azione diretta
- Protezione ravvicinata
- Guerra anti-rivoluzione
- Ricognizione in profondità del campo di battaglia
- Operazioni offensive in profondità nel campo di battaglia
- Cattura di soggetti interessanti
- Intelligence umana (HUMINT)
- Difesa della diplomazia
  - Addestramento delle forze armate delle altre nazioni

## Direttore
Il Director Special Forces è dal 1988 il vertice del direttorato. Precedentemente un Brigadier generale, dal 2009  è un maggior generale.
Ha sede nella caserma "Duke of York" di Londra. Il comandante è responsabile della definizione della dottrina dʼimpiego, dellʼaddestramento e dei programmi di equipaggiamento delle forze speciali, e svolge anche la funzione di consigliere dello Stato Maggiore e del Governo per le problematiche relative alle forze speciali. Per assolvere tale compito è assistito da un vicecomandante (solitamente un colonnello dei Royal Marines con esperienza nelle operazioni speciali), e si avvale di uno Stato Maggiore, dal quale dipendono lo Special Air Service Group (SAS Group), lo Special Boat Service (SBS), la 602 Signal Troop e la 4/73 (Sphinx) SP Observation Post (OP) Battery.

## Simbolo
Il distintivo di ogni unità dell'UKSF mostra una rappresentazione della Spada di Damocle (o Excalibur).

## Unità di forze speciali

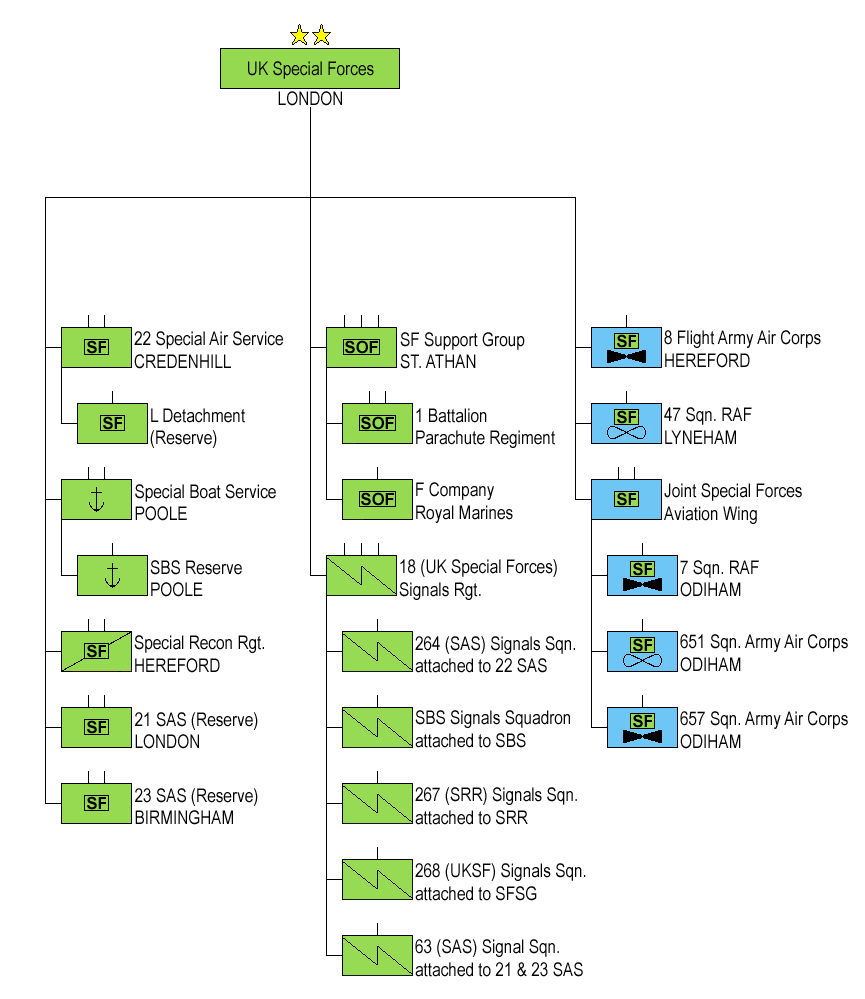
Organigramma dell'United Kingdom Special Forces.

### Esercito
- 22º Reggimento Special Air Service
  - Distaccamento L (riserva)
- 21º Reggimento Special Air Service (riserva)
- 23º Reggimento Special Air Service (riserva)
- Special Reconnaissance Regiment

### Marina (Royal Marines)
- Special Boat Service
  - Special Boat Service (riserva)

## Unità di supporto
L'UKSF è supportato da un numero di reparti:

### Special Forces Support Group
- Special Forces Support Group
  - 1º Battaglione, The Parachute Regiment
  - Compagnia F, Royal Marines
  - Unità del RAF Regiment

### Trasmissioni
- 18 (UKSF) Signal Regiment
  - 264º Squadrone Trasmissioni (SAS), aggregato al 22° SAS
  - 267º Squadrone Trasmissioni (SRR), aggregato al Special Reconnaissance Regiment
  - 268º Squadrone Trasmissioni (UKSF), aggregato al Special Forces Support Group
  - Squadrone Trasmissioni SBS, aggregato al Special Boat Service
  - 63º Squadrone Trasmissioni (SAS), unità della riserva aggregata al 21° e 23° SAS

### Aviazione
Il Joint Special Forces Aviation Wing provvede supporto con elicotteri ed aerei all'UKSF. Tre unità dell'Army Air Corps (AAC) e della Royal Air Force (RAF) hanno il compito di supportare le operazioni speciali britanniche.
- 8ª Squadriglia Army Air Corps, che è equipaggiata con quattro elicotteri multiruolo leggeri Aérospatiale SA 365 Dauphin e due Aérospatiale SA 341 Gazelle. I velivoli sono verniciati con colori civili e si dice che siano utilizzati nel ruolo antiterrorismo.
- 47ª Squadriglia RAF, opera su versioni per forze speciali del Lockheed C-130 Hercules. Questi sono sei Hercules C.1 (C-130K), modificati dopo la guerra delle Falkland (con l'aggiunzione di un RWR e contromisure all'infrarosso ALQ-144); due sono stati perduti.
- Joint Special Forces Aviation Wing (JSFAW)
  - 7ª Squadriglia RAF, utilizza elicotteri da trasporto pesante Chinook HC.2 (equivalenti agli CH-47D). La squadriglia ha preso parte all'operazione Barras nel 2000 ed è destinata ad essere l'operatore degli otto HC.3 (equivalenti agli MH-47E dell'United States Army) ordinati nel 1995, ma non ancora in servizio.
  - 651ª Squadriglia AAC, che usa aerei Defender AL.1.
  - 657ª Squadriglia AAC, che utilizza elicotteri Lynx AH.7.

Sei aerei Hercules C.3 (C-130H-30), aggiornati allo standard C.3A (con più contromisure e sistemi di navigazione), sono stati aggiunti alla Squadriglia Forze Speciali a causa delle necessità delle forze speciali dopo l'11 settembre 2001.